# Миталь, Казимир Войцехович
Казими́р Во́йцехович Миталь (13 февраля 1877, Иркутск — 9 декабря 1938, там же) — архитектор, гласный Иркутской городской думы (1911—1912, 1917—1920), главный архитектор Иркутска (1930—1938).

## Биография
Родился 13 февраля 1877 года в Иркутске в семье политического ссыльного. Окончил Иркутскую гимназию и Петербургский институт гражданских инженеров.
В 1920—1923 годах преподавал в Иркутском Политехническом Практическом институте, в 1923—1927 годах — на Горном отделении политехникума.
Был одним из основателей и учредителей Иркутского отделения Союза архитекторов СССР.
По проектам Казимира Миталя в Иркутске были построены: гостиница «Центральная» («Сибирь»), Дом специалистов (ул. Марата), здание управления ВСЖД, жилой дом сотрудников ОГПУ, здание Гоголевского училища и другие.
По проекту Казимира Миталя был выполнен надгробный памятник на могиле писателя Михаила Загоскина на Иерусалимском кладбище Иркутска.
Незаконно репрессирован, арестован 29 апреля 1938 года. Скончался 9 декабря 1938 года в иркутской тюрьме.

## Память
- В музее истории Иркутского национального исследовательского технического университета открыта экспозиция, посвящённая деятельности Казимира Миталя[2].

## Комментарии
1. ↑  У Литвинова Б. Т. ошибочно указан как Миттель К. В.